# Oftalmoscópio
O oftalmóscópio é um instrumento utilizado para a observação das estruturas oculares, mais especificamente na fundoscopia ou oftalmoscopia (observação do fundo do olho).
O oftalmoscópio é fundamental para o diagnóstico de doenças como glaucoma,
catarata, alem de lesões e tumores na retina.
É através do oftalmóscopio que se faz também o famoso teste do olhinho em recém nascidos para a identificação e diagnósticos logo cedo de problemas graves no olhinho da criança e até cegueira.
E o Oftamóscopio é tambem usado em Neurologia.